# Wolfgang Fritz Haug
Wolfgang Fritz Haug, född 23 mars 1936 i Esslingen am Neckar i Tyskland, är en tysk filosof och förläggare.
Han är gift med sociologen Frigga Haug.

## Biografi
Haug studerade mellan 1955 och 1963 filosofi, romanska språk och religionsvetenskap i Tübingen, Montpellier, Berlin och Perugia. År 1965 avlade han doktorsexamen vid Freie Universität Berlin med avhandlingen Jean-Paul Sartre und die Konstruktion des Absurden (Jean-Paul Sartre och konstruktionen av det absurda). År 1972 habiliterade han. Mellan 1979 och 2001 var han professor i filosofi vid Freie Universität Berlin. Han huvudsakliga forskningsområde var marxismen.
År 1959 grundade Haug förlaget Argument Verlag i Berlin. Han var även medgrundare till tidskriften Das Argument och är fortfarande dess utgivare. Haug var även medutgivare av den kritiska utgåvan av Antonio Gramscis Fängelsehäften, som publicerades i tio band mellan 1991 och 2002.
Haug var och är på flera sätt fortfarande engagerad i samhället. År 1980 var han med och grundade Berlins Folkuniversitet. Mellan 1984 och 1989 var han medlem i det internationella rådet för socialism i världen (Belgrad).
När partiet Die Linke bildades 2007 gick Haug med i detta.
Till Haugs viktigaste verk räknas Kritik der Warenästhetik (1971), Vorlesung zur Einführung ins Kapital (1974), Fascismus und Ideologie (1980) och Historisch-kritisches Wörterbuch des Marxismus (1984).